# 간조노출지
간조노출지(Low-tide elevation, 干潮露出地) 또는 간출지(干出地)는 썰물 때 드러나고 밀물 때 잠기는 땅을 말한다. 간석지도 포함되지만 해수면에 가까워서 썰물때만 육지 위로 드러나는 암초도 포함된다.

## 국제법
해양법에 관한 국제연합 협약은 간조노출지가 영해의 기준이 되는 조건을 규정하고 있다. 간조노출지는 그 일부 지역이 본토나 섬으로부터 영해의 폭을 넘지 아니하는 거리에 위치하는 경우 영해기선으로 설정할 수 있다. 하지만 간조노출지는 직선기선의 기점으로는 사용할 수 없다. 그러나 간조노출지에 위치한 영구적으로 수면 위에 노출된 인공시설물은 직선기선의 기준으로 사용할 수 있다.

## 같이 보기
- 영해
- 배타적 경제 수역
- 대륙붕
- 공해 (바다)
- 해양법에 관한 유엔 협약